# Atena
|  | «Pal·las» redirigeix aquí. Vegeu-ne altres significats a «Pal·las (desambiguació)». |

Atena (grec antic: Ἀθηνᾶ, Athenà; Ἀθήνη, Athene; o Ἀθάνα, Athana), en algunes circumstàncies també anomenada amb epítets tals com Pal·les/Pal·las, és una deessa de l'antiga Grècia associada amb la saviesa, l'artesania (com ara el teixit i la ceràmica) i alhora també de la guerra. A més a més, va exercir també de deessa protectora de la ciutat d'Atenes, ciutat de la qual probablement va rebre el seu nom i que hostatja el Partenó de l'Acròpoli d'Atenes —centre de culte a aquesta deessa en l'Antiguitat.
Des del seu origen com a deessa palatina egea, Atena va estar estretament associada amb la ciutat i de fet és la divinitat tutelar d'Atenes. Dos dels seus epítets grecs van ser Polias i Polioukhos (ambdós derivats de polis, «ciutat estat») i els seus temples se situaven habitualment sobre l'acròpoli fortificada a la part central de la ciutat. Altres ciutadelles de diversos nuclis d'Esparta, Mègara i Argos també tenien temples que lloaven Atena. Es tracta d'una de les sis deesses principals del Panteó grec, que més tard va ser sincretitzada amb la deessa Minerva per la mitologia romana. Els principals símbols que se li associen són el mussol d'Atena, l'olivera, la serp i el gorgoneu. En l'art, es representa generalment amb un casc mentre sosté una llança.
Com a patrona de l'artesania, del teixit i alhora dels ferrers i dels vaixells, Atena també era coneguda amb l'epítet Ergáne. Aquesta també és un vessant de deessa guerrera, de la qual hom pensa que va liderar soldats de batalla encarnada en el mite d'Atena Pròmacos. El seu principal festival a Atenes van ser les Panatenees, celebrades durant el mes d'Hecatombeó —pertanyent a mitjans d'estiu— i que van esdevenir la celebració més important del calendari àtic.
Des del Renaixement, Atena s'ha convertit en un símbol internacional de la saviesa, les arts i l'aprenentatge clàssic. Artistes occidentals i al·legoristes de diverses etapes històriques l'han emprat sovint com a símbol de la llibertat i de la democràcia.

## Etimologia
Atena està associada a la ciutat d'Atenes. El nom de la ciutat en grec antic és (Athȇnai), un topònim plural, que designa el lloc on, segons el mite, presidia l'Atena, una confraria dedicada al seu culte. En l'antiguitat, els estudis van argumentar si Atena portava el nom d'Atenes o Atenes després d'Atena. Ara els estudis generalment estan d'acord que la deessa pren el seu nom de la ciutat; la terminació -ene és comuna en noms de llocs, però rara per a noms persones. Testimonis de diferents ciutats de l'antiga Grècia avalen que les deesses de ciutats semblants eren adorades en altres ciutats i, com Atena, prenien els seus noms de les ciutats on eren adorades. Per exemple, a Micenes hi havia una deessa anomenada Mykene, la germandat de la qual era coneguda com a Mykenai, mentre que a Tebes una deïtat anàloga es deia Teba, i la ciutat es coneixia amb la forma plural Thebai (o Thebes, en anglès, on la essa és la formació del plural). El nom Atena és probablement d'origen pregrec perquè conté el morfema presumiblement pregrec -ān-.
En el seu diàleg Cràtil, l'antic filòsof grec Plató (428–347 aC) dona algunes etimologies més aviat imaginatives del nom d'Atena, basades en les teories dels antics atenesos i les seves pròpies especulacions etimològiques. Així, Plató creia que el nom d'Atena derivava del grec, Atheonóa, que els grecs posteriors van racionalitzar com de la ment de la divinitat.
Per altra banda, l'orador del segle ii Publi Eli Aristides va intentar derivar símbols naturals de les arrels etimològiques dels noms d'Atena per ser èter, aire, terra i lluna.

## Orígens
Atena era originàriament la deessa egea del palau, que presidia l'artesania domèstica i protegia el rei. Una única inscripció grega micènica (a-ta-na po-ti-ni-ja) apareix a Cnossos a les taules lineals B de l'època minoica tardana II «Sala de les tauletes del carro»; aquests comprenen el primer arxiu Lineal B de qualsevol lloc. Encara que Athana potnia es tradueix sovint com 'Senyora Atena', també podria significar 'la Potnia d'Athana', o la Dama d'Atenes. Tanmateix, qualsevol connexió amb la ciutat d'Atenes a la inscripció de Cnossos és incerta. Una sèrie de signes (a-ta-no-dju-wa-ja) apareix al corpus encara no desxifrat de tauletes Lineal A, escrites en la llengua minoica no classificada. Això podria estar relacionat amb les expressions micèniques Lineal B (a-ta-na po-ti-ni-ja) i (di-u-ja o di-wi-ja) Diwia, 'de Zeus' o, possiblement, relacionat amb una deessa homònima, donant lloc a una traducció 'Atena de Zeus' o 'Atena divina'. De la mateixa manera, en la mitologia grega i la tradició èpica, Atena figura com una filla de Zeus. Un fresc Micènic representa dues dones estenent les mans cap a una figura central, que està coberta per un enorme escut; això pot representar la deessa guerrera amb el seu pal·ladi, o el seu pal·ladi en una representació anicònica. En el «fresc de la processó» de Cnossos, que va ser reconstruït pels micènics, sembla que dues files de figures que transporten vaixells s'ajunten davant d'una figura central, que probablement és la precursora minoica d'Atena. L'erudit de principis del segle xx Martin Persson Nilsson va argumentar que les figuretes de la deessa serp minoica són les primeres representacions d'Atena.

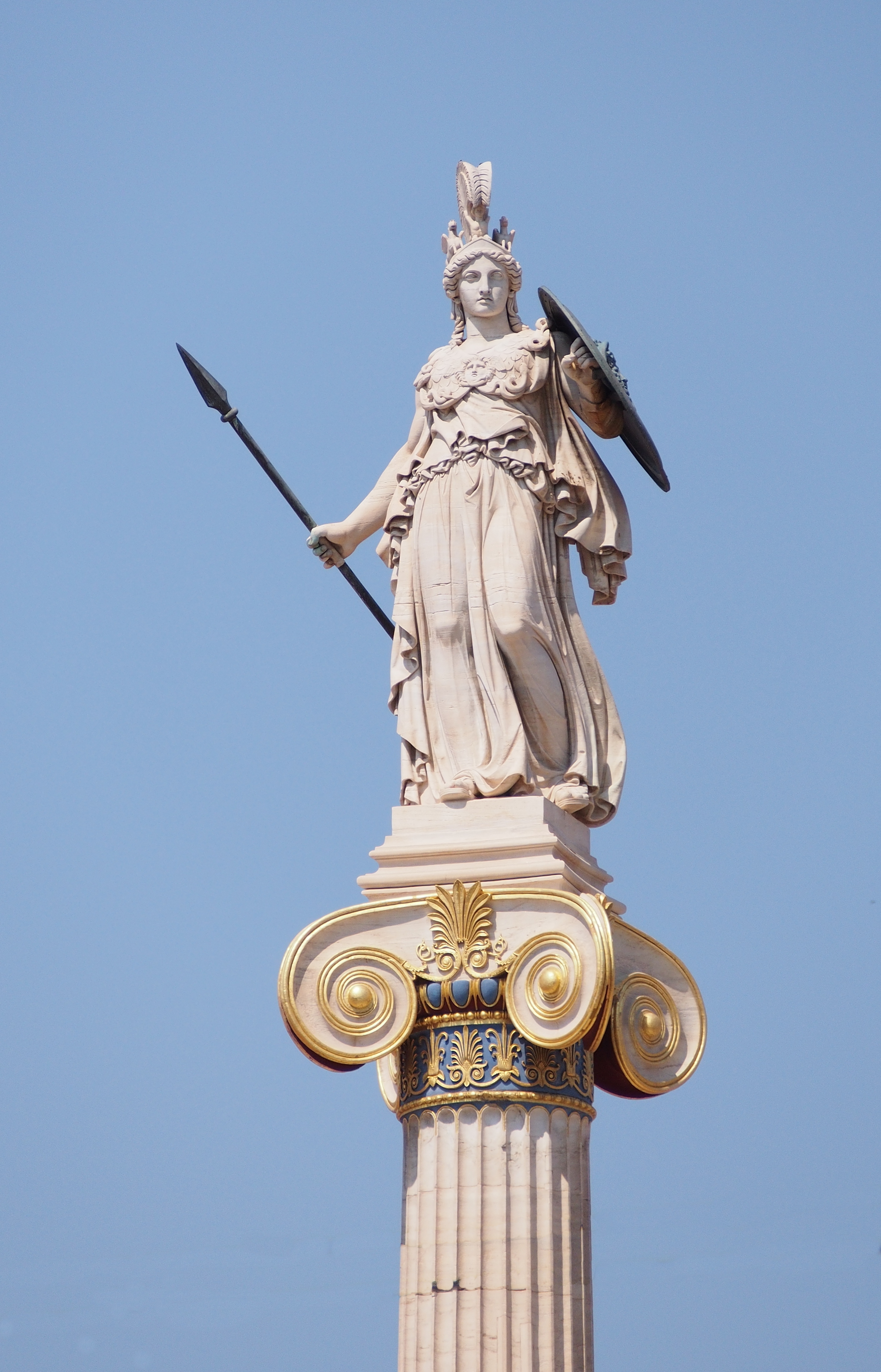
Deessa de la saviesa i la guerra, Atena

Nilsson i altres han afirmat que, en els primers temps, Atena era una òliba o una deessa ocell en general. En el tercer llibre de l'Odissea, pren la forma d'una àguila marina. Els defensors d'aquesta visió argumenten que va deixar caure la seva màscara profilàctica de mussol abans de perdre les ales. «Atena, en el moment en què apareix a l'art», comenta Jane Ellen Harrisson, «ha deixat completament la seva forma animal, ha reduït les formes que una vegada portava de serps i ocells a atributs, però de tant en tant en pintures de gerros de figures negres encara apareix amb ales».
En general s'acorda que el culte d'Atena conserva alguns aspectes de la deessa transfuncional protoindoeuropea. El culte d'Atena també pot haver estat influenciat per les deesses guerreres del Pròxim Orient com la semítica oriental Ixtar i l'ugarítica Anat, ambdues sovint retratades portant armes. L'estudiós clàssic Charles Penglase assenyala que Atena s'assembla a Inanna en el seu paper de «deessa guerrera terrorífica» i que ambdues deesses estaven estretament vinculades amb la creació. El naixement d'Atena del cap de Zeus pot derivar-se del mite sumeri anterior del descens i retorn d'Inanna a l'Inframón.
Plató assenyala que els ciutadans de Sais a Egipte adoraven una deessa coneguda com Neith, a qui identifica amb Atena. Nith era l'antiga deessa egípcia de la guerra i la caça, que també estava associada amb el teixit; el seu culte va començar durant el període predinàstic egipci. A la mitologia grega, es va informar que Atena va visitar llocs mitològics al nord d'Àfrica, com ara el riu Tritó de Líbia i la plana Flegrea. A partir d'aquestes similituds, el sinòleg Martín Bernal, va crear la hipòtesi "Atena Negra", que afirmava que Neith era portat a Grècia des d'Egipte, juntament amb «un nombre enorme de trets de la civilització i la cultura del tercer i segon mil·lenni». La hipòtesi de l'"Atena Negra" va provocar una controvèrsia generalitzada cap al final del segle xx, però ara ha estat àmpliament rebutjada pels estudiosos moderns.

## Cultes

### Culte panhel·lènic i antenenc

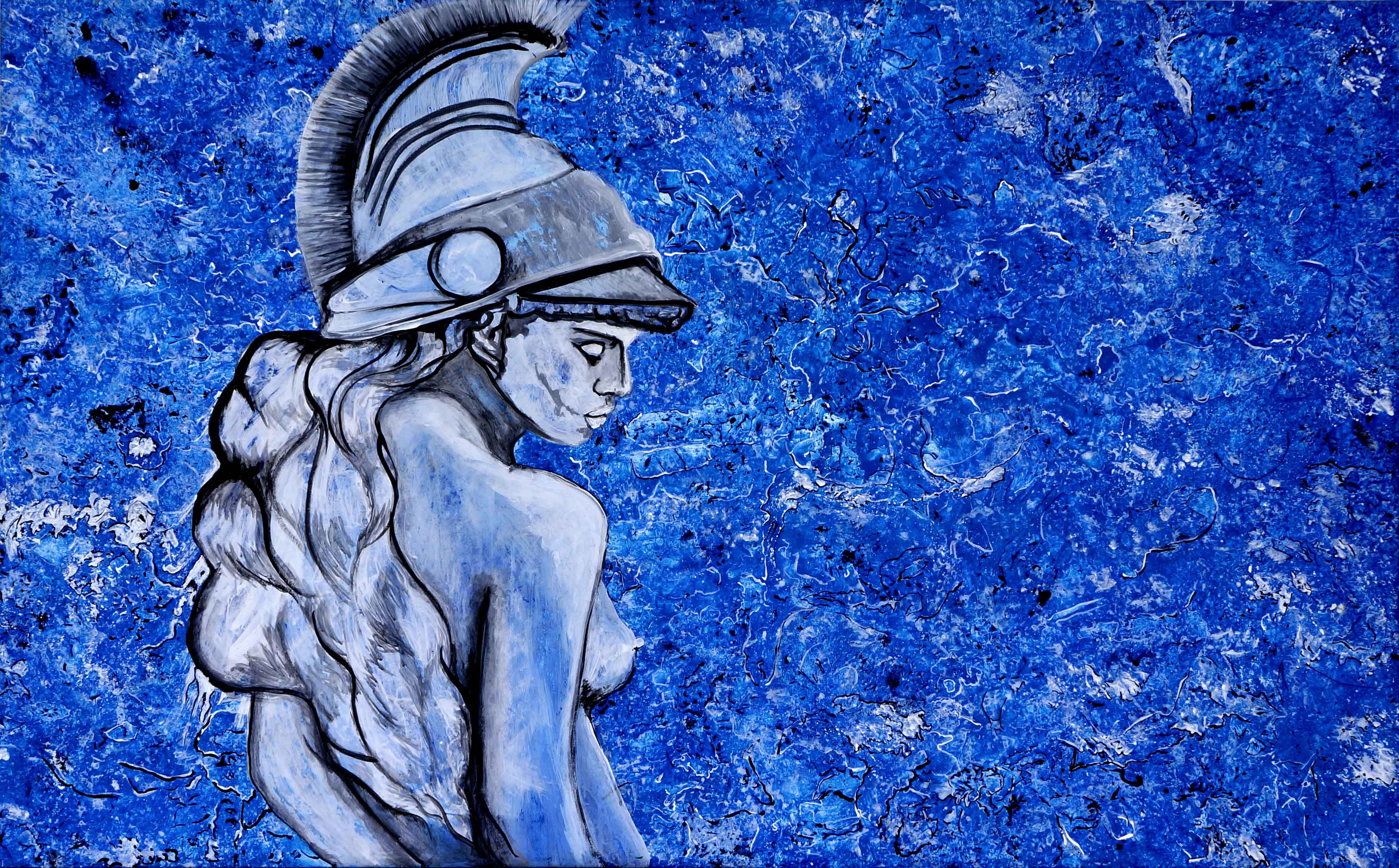
Atena, part de la divinitat olímpica.

En el seu aspecte d’Atena Polias, Atena era venerada com la deessa de la ciutat i la protectora de la ciutadella.A Atenes, la Plintèria, o "Festa del Bany", s'observava cada any al final del mes de Thargelion. El festival va durar cinc dies. Durant aquest període, les sacerdotesses d'Atena, o plintrides, van realitzar un ritual de neteja dins de l'Erectèon, un santuari dedicat a Atena i Posidó. Aquí es va despullar l'estàtua d'Atena, es va rentar la seva roba i es va purificar el cos. Atena era adorada en festivals com Calceia com Atena Ergane, la patrona de diversos oficis, especialment el teixit.També era la mecenes dels treballadors del metall i es creia que ajudava en la forja d'armadures i armes. Durant el final del segle v aC, el paper de deessa de la filosofia es va convertir en un aspecte important del culte d'Atena.
Com Atena Prómakhos, es creia que portava els soldats a la batalla.Atena representava el costat estratègic i disciplinat de la guerra, en contrast amb el seu germà Ares, el patró de la violència, la sed de sang i la matança: "la força bruta de la guerra". Es creia que Atena només donava suport a aquells que lluitaven per una causa justa i es pensava que veia la guerra principalment com un mitjà per resoldre el conflicte. Els grecs tenien molta més estima a Atena que Ares.Atena va ser adorada especialment en aquest paper durant les festes de les Panatenees i Pambeòcia, ambdues destacades mostrades de destreses atlètiques i militars. Com a patrona dels herois i guerrers, es creia que Atena afavoria aquells que utilitzaven l'astúcia i la intel·ligència en lloc de la força bruta.
En el seu aspecte de donzella guerrera, Atena era coneguda com Pàrtenos (Παρθένος 'verge'),perquè, com les seves companyes deesses Àrtemis i Hèstia, es creia que romania perpètuament verge. El temple més famós d'Atena, el Partenó de l'Acròpoli d'Atenes, pren el seu nom d'aquest títol. Segons Karl Kerényi, un estudiós de la mitologia grega, el nom Parthenos no és només una observació de la virginitat d'Atena, sinó també un reconeixement del seu paper com a encarregada de fer complir les regles de la modèstia sexual i el misteri ritual. Fins i tot més enllà del reconeixement, els atenesos van atribuir el valor de la deessa basant-se en aquesta puresa de virginitat, que van defensar com un rudiment del comportament femení. L'estudi i la teoria d'Atena de Kerényi explica el seu epítet virginal com a resultat de la seva relació amb el seu pare Zeus i una part vital i cohesionada del seu personatge al llarg dels segles. Aquest paper s'expressa en diverses històries sobre Atena. Marí de Flàvia Neàpolis informa que quan els cristians van treure l'estàtua de la deessa del Partenó, una bella dona va aparèixer en somni a Procle, un devot d'Atena, i va anunciar que la "Dame d'Atena" volia habitar amb ell.

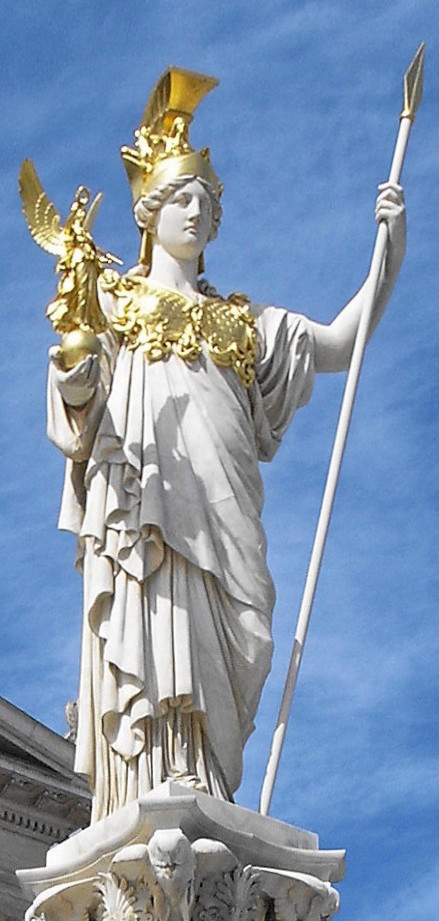
Estàtua de la deessa Atena davant l'edifici del Parlament d'Àustria.

### Cultes regionals
Atena no només era la deessa patrona d'Atenes, sinó també era la deessa d'altres ciutats, com ara, Argos, Esparta, Gortyn, Lindos i Larisa. Els diversos cultes d'Atena eren tots branques del seu culte panhel·lènic. Aquests cultes eren portals d'una socialització uniforme, fins i tot, més enllà de Grècia continental. Atena solia ser equiparada amb Afaia, una deessa local de l'illa d'Egina, originalment de Creta, i també va ser associada amb Àrtemis i la Nimfea Britomartis. Arcàdia, era assimilar amb l'antiga deessa Alea i adorada com Atena Àlea. També, hi va haver santuaris dedicats a Atena Alea que estaven situats a les ciutats Lacònia de Mantinea i Tègea. El temple d'Atena Alea, situat a Tegea, va ser un centre religiós i important de l'antiga Grècia. El geògraf Pausànies va ser informat que els temenos havien estat fundats per Aleu.
Atena posseïa d'un gran temple a l'Acròpoli d'Esparta, on era venerada com a Poliouchos i Khalkíoikos ("de la Casa de Bronze", sovint llatinitzada com a Chalcioecus). Aquest epítet podria haver estat fet de bronze i les parets del mateix temple també hi podrien estar. El temple era un temple d'estil jònic. El temple Atena Polias va ser construït a la ciutat de Priene al segle iv. Va ser dissenyat per Piteu de Pirene, el mateix arquitecte que va dissenyar el Mausoleu d'Halicarnàs. El temple, va ser dedicat per Alexandre el Gran i va tenir una inscripció del temple en què declara que la seva dedicació es troba actualment al British Museum.

## Mitologia

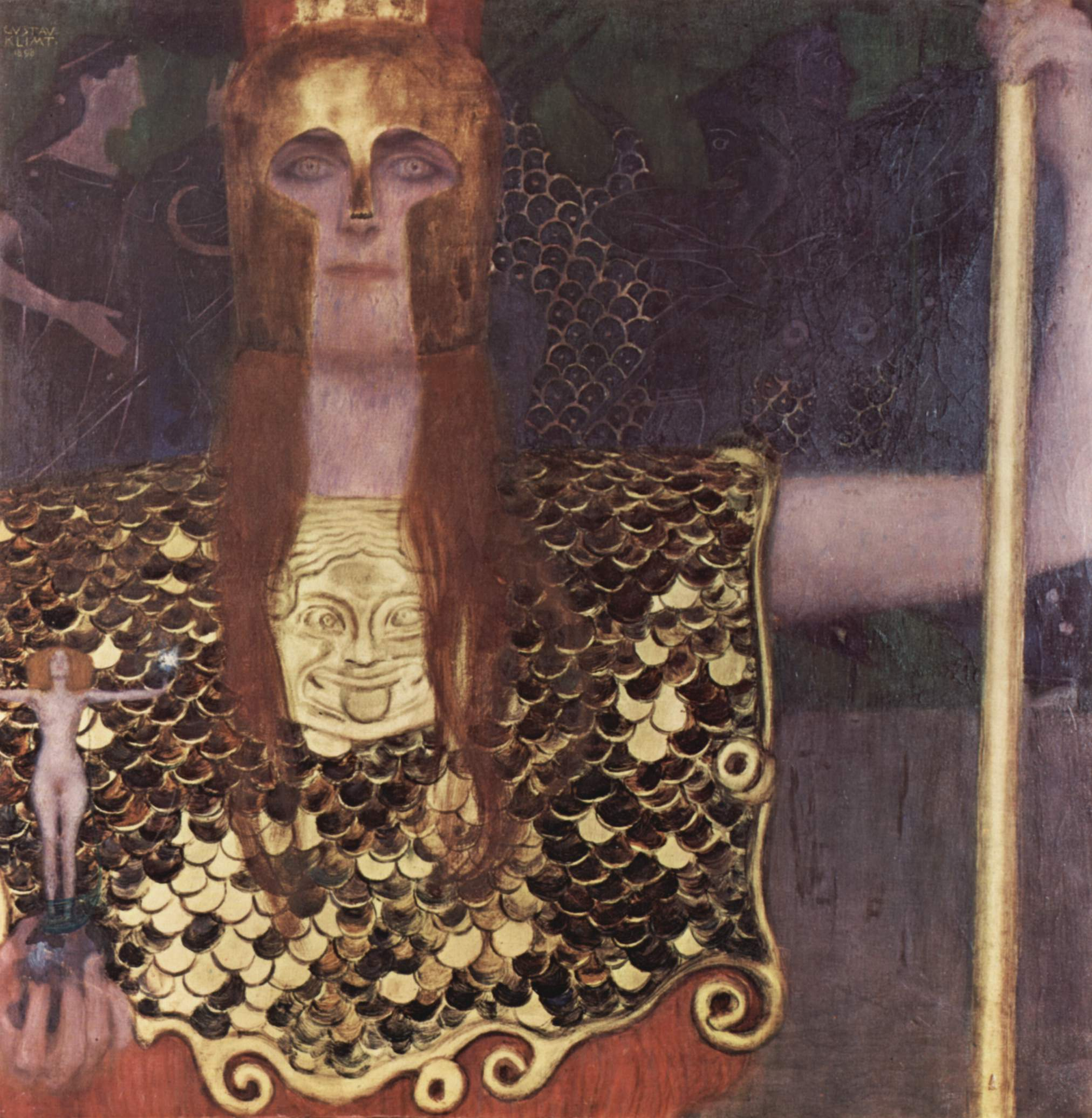
Pallas Athena, de Gustav Klimt, 1898

En la mitologia grega, es creu que Atena va néixer de la templa del seu pare Zeus. En el mite de la fundació d'Atenes, Atena va superar Posidó en una competició sobre el patronatge de la ciutat mitjançant la creació de la primera olivera. És coneguda també com a Atena Pàrtenos («Atena la Verge», atès que segons un mite àtic arcaic el déu Hefest va provar de violar-la però no ho va aconseguir, resultant en Gea donant a llum a Erictoni, un important heroi fundador d'Atenes. Atena era la deessa patrona de l'esforç heroic; es creia que havia ajudat els herois Perseu, Hèracles, Bel·lerofont i Jàson. Juntament amb Afrodita i Hera, Atena va ser també una de les tres deesses que van donar lloc a l'inici de la Guerra de Troia.
A més a més, Atena té un paper molt actiu en els poemes èpics de la Ilíada —en la qual ajuda els aqueus— i en l'Odissea, on hi actua de consellera divina d'Odisseu. En els escrits posteriors del poeta romà Ovidi, Atena va competir contra el mortal Aracne en una competició de teixir, després de transformar Aracne en la primera aranya. Ovidi també hi descriu com va transformar Medusa en una gòrgona després de veure que era violada per Posidó en el seu temple.

### Naixement d'Atena
Filla de Zeus i de Metis. La història del seu naixement és curiosa. Urà i Gea van advertir Zeus que si Metis tenia una filla, després tindria un fill que el destronaria. Quan Zeus es va adonar que la seva dona estava embarassada, se la va empassar sencera. Llavors, arribat el moment del part, Zeus va patir un terrible mal de cap, tan fort que va ordenar a Hefest que li obrís el cap d'una destralada i així va néixer Atena, ja adulta i armada. Va tenir un paper important en la lluita contra els gegants lluitant al costat de Zeus i la resta de déus olímpics. Va matar Pal·lant i Encèlad. Va treure la pell del primer i se'n va fer una cuirassa, l'Ègida. Al segon el va perseguir fins a Sicília i el va immobilitzar llençant-li al damunt l'illa sencera.

### Disputa amb Posidó
Posidó, déu del mar, i Atena es van disputar la protecció de la ciutat d'Atenes. Per decidir quin dels dos s'hi imposaria, tots dos van fer un regal i van deixar que els atenencs decidissin quin els complaïa més. Atena va regalar a la ciutat una olivera, mentre que Posidó hi va fer brollar una font d'aigua salada. Els atenencs van preferir el regal d'Atena, ja que era molt més útil.

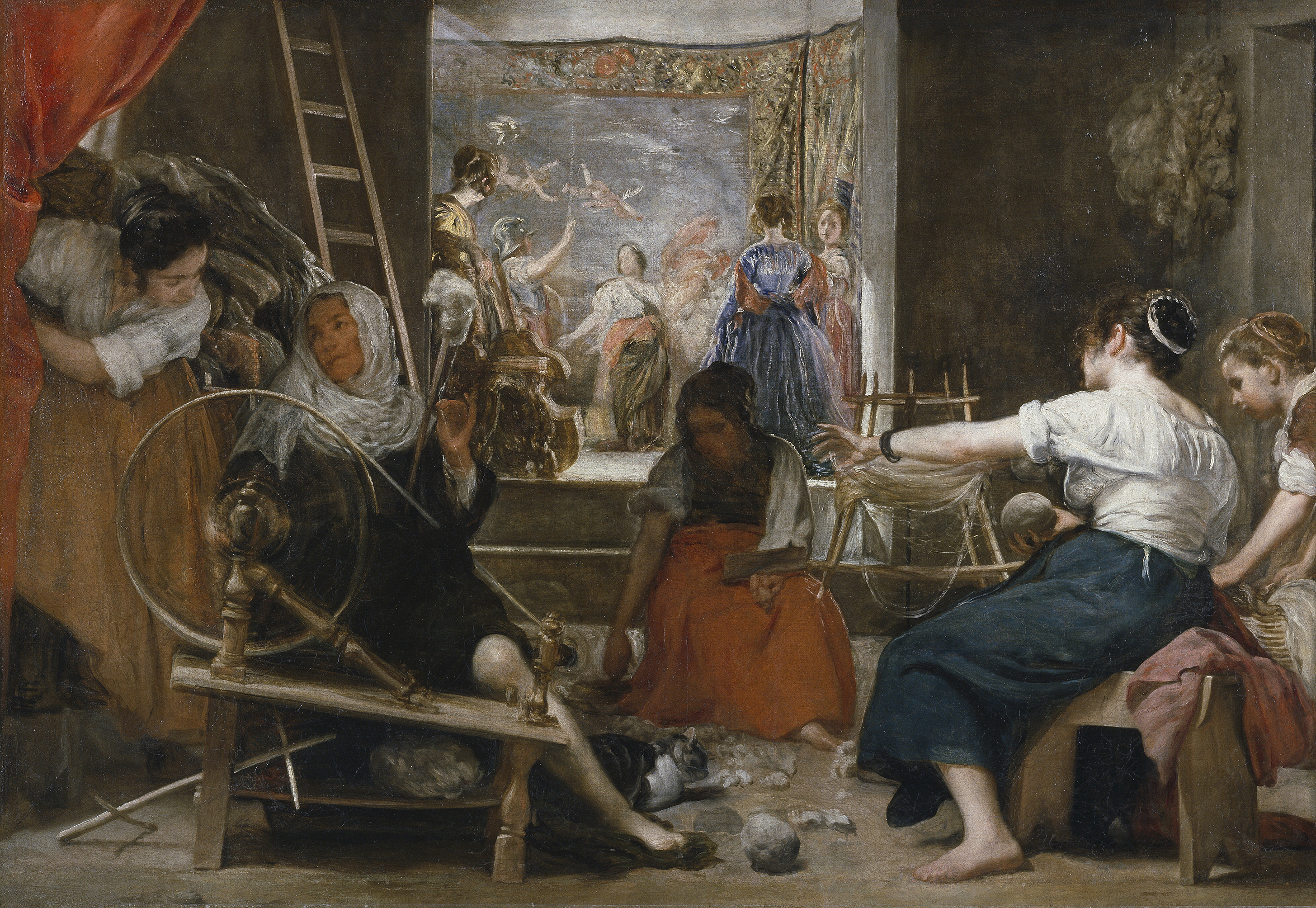
Les filadores o Faula d'Aracne, de Diego Velázquez (1644)

### Atena i Aracne
Un altre mite relacionat amb Atena té a veure amb la gelosia. El déus eren molt gelosos de la seva superioritat envers els mortals i s'ofenien molt fàcilment quan aquests pretenien superar-los. Això és el que va fer una teixidora anomenada Aracne. El seu art era exquisit. Un dia va exhibir un tapís tan ben elaborat que tant ella com tothom que el veia opinava que la seva destresa superava fins i tot la de la dea Atena. Aquesta, incrèdula, baixà a la terra a veure el tapís en persona i el que va veure la va meravellar i horroritzar a la vegada. Efectivament, aquell tapís superava qualsevol de les seves obres. Furiosa per la gelosia, el destruí. Quan Aracne veié la seva obra mestra perduda, se suïcidà penjant-se d'un arbre. Atena tenia prou sentit comú per adonar-se de la injustícia de la seva mort, de manera que la perdonà parcialment. Li retornà la vida, però convertint-la en aranya, de manera que tant ella com els seus descendents podrien teixir i teixir per sempre, però una obra que ningú mai no admiraria.

### La poma de la discòrdia
Un altre mite molt relacionat amb la deessa és el que marca l'origen de la guerra de Troia. A les noces de Peleu i Tetis, a les quals assistien molts dels déus, Eris, dea de la discòrdia, llençà una poma d'or amb aquestes paraules gravades: «Per a la més bella». De seguida, tres deesses reclamaren la poma com a seva: Hera, Atena i Afrodita. Per tal de decidir a qui pertanyia la poma de la discòrdia i, per tant, qui n'era la més bella, s'escollí Paris, el jove fill del rei Príam de Troia. Les tres dees intentaren subornar-lo. Hera oferí a Paris poder, Atena saviesa i gloria militar i Afrodita el temptà amb la dona més bella de la terra, Hèlena. Paris es decidí per Afrodita. Aquest incident fou l'inici de la guerra de Troia, ja que Afrodita ajudà Paris a enamorar i raptar Helena. Atena i Hera, en canvi, donarien suport als grecs en la futura guerra i Afrodita seria la protectora de Paris i els troians.

## Art clàssic
Atena apareix freqüentment en l'art clàssic grec, inclosa en monedes i pintures sobre ceràmica. Destaca especialment en obres produïdes a Atenes. En les representacions clàssiques, Atena sol ser representada dreta, portant un quitó de cos sencer. Més freqüentment també sol ser representa vestida amb una armadura com un soldat masculí i amb un casc corinti aixecat sobre el seu front. El seu escut suporta l'ègida amb el cap de la gòrgona (gorgoneu) al centre i serps al voltant del seu cap. De vegades es mostra portant l'ègida com a capa. Com Atena Pròmacos, es mostra alçant una llança.Les escenes en què es va representar Atena inclouen el seu naixement del cap de Zeus, la seva batalla amb els Gegants, el naixement de Erictoni i el Judici de Paris.
L'Atena de dol o Atena meditant és una famosa escultura en relleu citada al voltant del 470-460 aC que ha estat interpretada com a representant de Atena Polies. La representació clàssica més famosa d'Atena va ser l'Atena Partenos, una estàtua d'or i ivori d'11,5 m (38 peus) ara perduda al Partenó creada per l'escultor atenès Fídies. Les còpies revelen que aquesta estàtua representava a Atena sostenint el seu escut a la mà esquerra amb Nice, la deessa alada de la victòria, dempeus en la dreta. Atena Polias també està representada en un relleu neoàtic que es conserva en el Museu de Belles arts de Virgínia, que la representa sostenint un mussol a la mà i portant el seu característic casc corinti mentre dona suport al seu escut contra un pilar rectangular pròxim.